# Andrzej Pałasz
Andrzej Ferdynand Pałasz (n. Zabrze, Polonia, 22 de julio de 1960) es un exfutbolista polaco que jugaba como centrocampista.

## Selección nacional
Fue internacional con la selección polaca en 34 ocasiones y convirtió 7 goles. Formó parte de la selección que obtuvo el tercer lugar en la Copa del Mundo de 1982.

### Participaciones en Copas del Mundo
| Mundial                                | Sede   | Resultado        | Partidos | Goles |
| -------------------------------------- | ------ | ---------------- | -------- | ----- |
| Copa Mundial de Fútbol Juvenil de 1979 | Japón  | Cuarto lugar     | 6        | 5     |
| Copa Mundial de Fútbol de 1982         | España | Tercer lugar     | 2        | 0     |
| Copa Mundial de Fútbol de 1986         | México | Octavos de final | 0        | 0     |

## Clubes
| Club                    | País             | Año       |
| ----------------------- | ---------------- | --------- |
| Górnik Zabrze           | Polonia          | 1977-1987 |
| Hannover 96             | Alemania Federal | 1987-1989 |
| Bursaspor               | Turquía          | 1989-1992 |
| TSV Bayer Dormagen 1920 | Alemania         | 1992-1993 |

## Palmarés

### Campeonatos nacionales
| Título             | Club          | País    | Año  |
| ------------------ | ------------- | ------- | ---- |
| Ekstraklasa        | Górnik Zabrze | Polonia | 1985 |
| Ekstraklasa        | Górnik Zabrze | Polonia | 1986 |
| Ekstraklasa        | Górnik Zabrze | Polonia | 1987 |
| Copa del Canciller | Bursaspor     | Turquía | 1992 |

### Distinciones individuales
| Distinción                                           | Año  |
| ---------------------------------------------------- | ---- |
| Jugador revelación del año en Polonia                | 1979 |
| Botín de Bronce de la Copa Mundial de Fútbol Juvenil | 1979 |